# Šiatorská Bukovinka
Šiatorská Bukovinka és un poble i municipi d'Eslovàquia. Es troba a la regió de Banská Bystrica. El cens a 31 de desembre de 2017 era de 305 habitants.

## Història
La primera menció escrita de la vila es remunta al 1384.

## Demografia
| Godina             | 1994 | 2004    | 2014   | 2024    |
| ------------------ | ---- | ------- | ------ | ------- |
| Nombre de persones | 371  | 333     | 318    | 262     |
| Diferència         |      | −10,24% | −4,50% | −17,61% |

| Godina             | 2023 | 2024   |
| ------------------ | ---- | ------ |
| Nombre de persones | 268  | 262    |
| Diferència         |      | −2,23% |